# Гольхендане-Джедид
Гольхендане-Джедид (перс. گل‌خندان جدید‎) — село на севере Ирана, в остане Тегеран. Входит в состав шахрестана Пардис. Является частью дехестана (сельского округа) Гольхендан бахша Бумехен.

## География
Село находится в центральной части остана, на правом берегу реки Рудханейе-Ира, на расстоянии приблизительно 4 километров (по прямой) к юго-востоку от города Пардис, административного центра шахрестана. Абсолютная высота — 1617 метров над уровнем моря.

## Население
По данным переписи 2006 года население села составляло 197 человек (104 мужчина и 93 женщины). В Гольхендане-Джедиде насчитывалось 49 домохозяйств. Уровень грамотности населения составлял 69,5 %. Уровень грамотности среди мужчин составлял 69,2 %, среди женщин — 69,9 %.
В 2016 году в селе имелось 150 домохозяйств и проживало 444 человека (244 мужчины и 200 женщин).